# آری‌یوو
آری‌یوو (انگلیسی: Ariyevo) یک شهرک در شهرستان دووانسکی در استان باشقیرستان کشور روسیه است.